# Русин Богдан Павлович
Ру́син Богда́н Па́влович (5 жовтня 1952) — доктор технічних наук (1998), професор, завідувач відділу методів і систем обробки, аналізу та ідентифікації зображень Фізико-механічного інституту ім. Г. В. Карпенка Національної академії наук України. Професор кафедри «Телекомунікації» Національного університету «Львівська політехніка».

## Тема докторської дисертації
Системи синтезу, обробки і розпізнавання складноструктурованих зображень.

## Основний напрямок досліджень
- Системи розпізнавання образів з малими базами даних.
- Системи синтезу, обробки та розпізнавання складноструктурованих зображень.
- Русин Богдан Павлович, Варецький Ярема Юрійович Біометрична аутентифікація та криптографічний захист — Л.: Коло, 2007. — 287 с.
- Русин, Б. П., Я. Ю. Варецький, Біометрична аутентифікація та криптографічний захист — Л., Коло, pp. 287, 2007.
- Капустій Борис Омелянович, Русин Богдан Павлович, Таянов Віталій Анатолійович Системи розпізнавання образів з малими базами даних — Л.: СПОЛОМ, 2006. — 152 с.
- Капустій, Б. О., Б. П. Русин, В. А. Таянов, Системи розпізнавання образів з малими базами даних — Л., СПОЛОМ, pp. 152, 2006.
- Капустій Борис Омелянович, Русин Богдан Павлович, Таянов Віталій Анатолійович Системи розпізнавання образів з малими базами даних — Львів: Вид-во «СПОЛОМ», 2006. — 152 с.
- Капустій, Б. О., Б. П. Русин, В. А. Таянов, Системи розпізнавання образів з малими базами даних, Львів, Вид-во «СПОЛОМ», pp. 152, 2006.
- Русин Богдан Павлович Системи синтезу, обробки та розпізнавання складноструктурованих зображень — Л.: Вертикаль, 1997. — 246 с.
- Русин, Б. П., Системи синтезу, обробки та розпізнавання складноструктурованих зображень — Л., Вертикаль, pp. 246, 1997.

## Автор книг
- Русин Б. П. Структурно-лингвистические методы распознавания изображений в реальном времени. К: Наук. думка, 1986. 128 c.
- Русин Б. П. Системи синтезу, обробки та розпізнавання складноструктурованих зображень. — Львів: Вертикаль, 1997. 264 с.
- Пульсуючі інформаційні решітки/В. І. Шмойлов, Б. П. Русин, М. Н. Кузьо, І. О. Заяць.-Львів: Меркатор, 1999.-66 с.
- Проектирование пульсирующих информационых решоток/В. И. Шмойлов, Б. П. Русын, М. Н. Кузьо, О. В. Капший.-Львов: Меркатор, 2000.-101 с.
- Русын Б. П., Шмойлов В. И., Адамацкий А. И., Кузьо М. Н. Матричные пульсирующиеся информационные решетки. Львов: Меркатор, 2003. 338 с.
- Б. О. Капустій, Б. П. Русин, В. А. Таянов. Системи розпізнавання образів з малими базами даних. Львів: СПОЛОМ, 2006. — 152 с.
- Капшій О. В., Коваль О. І., Русин Б. П. Вейвлет-перетворення у компресії та попередній обробці зображень. — Львів : Сполом, 2008. — 206 с.
- Русин Б. П., Варецький Я. Ю. Біометрична аутентифікація та криптографічний захист. Львів: Коло, 2007 286 с.